# Colonie et protectorat de la Sierra Leone
1808–1961
Entités précédentes :
- Empire wassoulou

Entités suivantes :
- Dominion de Sierra Leone

La colonie et protectorat de la Sierra Leone est une colonie britannique couvrant le territoire de l'actuel Sierra Leone de 1808 à 1961. La colonie de la Couronne, qui comprenait la région entourant Freetown, a été créée en 1808. Le protectorat a été proclamé en 1896 et a inclus l'intérieur de ce qu'on appelle aujourd'hui la Sierra Leone. Freetown a servi de capitale de l'Afrique occidentale britannique de 1808 à 1874.
La colonie et le protectorat ont duré jusqu'à 1961 lorsque la Sierra Leone s'est vu accorder l'indépendance de l'Empire en tant que dominion du Commonwealth, la reine Élisabeth II étant son monarque. Il est resté un royaume du Commonwealth pendant une décennie jusqu'en 1971, date à laquelle le pays est devenu la République de Sierra Leone d'aujourd'hui.